# Andrea Massucchi
Andrea Massucchi (né le 28 décembre 1974 à Vigevano et mort le 16 novembre 1997  au lieu-dit Alice Castello) est un gymnaste italien, spécialiste de gymnastique artistique.

## Biographie
Appartenant au club La Costanza de Mortara (qui porte désormais son nom), Andrea Massucchi se révèle en devenant champion d'Italie en 1993. Convoqué pour participer aux Jeux olympiques à Atlanta en 1996, il doit renoncer en raison d'une blessure à l'épaule. Il remporte la médaille d'argent lors des Championnats du monde à San Juan à Porto Rico. Il meurt lors d'un accident de la route sur l'autoroute Milan-Turin à 22 ans.